# Nuove regole
Nuove regole è un EP digitale della cantautrice italiana Giorgieness, pubblicato il 5 ottobre 2018.

## Descrizione
Il disco contiene tre remix di brani già pubblicati all'interno dell'album Siamo tutti stanchi del 2017, realizzati a Los Angeles dai produttori Brian Senti e Justin Moshkevich, e l'inedito Questa città. Gli arrangiamenti sono quindi del duo Senti e Moshkevich, ad eccezione del brano inedito. Parte della lavorazione del progetto ha coinvolto anche la città di Berlino.
Dall'EP sono stati estratti i singoli Avete tutti ragione, pubblicato il 4 maggio 2018, Vecchi, in rotazione radiofonica dal 4 giugno 2018 e pubblicato l'8 giugno, e Questa città, pubblicato il 5 ottobre 2018.

## Tracce
Testi di Giorgia D'Eraclea (eccetto dove indicato), musiche di Giorgia D'Eraclea e Davide Lasala.
1. Questa città – 3:06 (testo: Giorgia D'Eraclea, Davide Lasala)
2. Avete tutti ragione – 2:35
3. Fotocamera – 3:27
4. Vecchi (Rework 2018) – 3:13